# Valgreghentino
Valgreghentino är en ort och kommun i provinsen Lecco i regionen Lombardiet i Italien. Kommunen hade 3 428 invånare (2018).